# Linneskåp

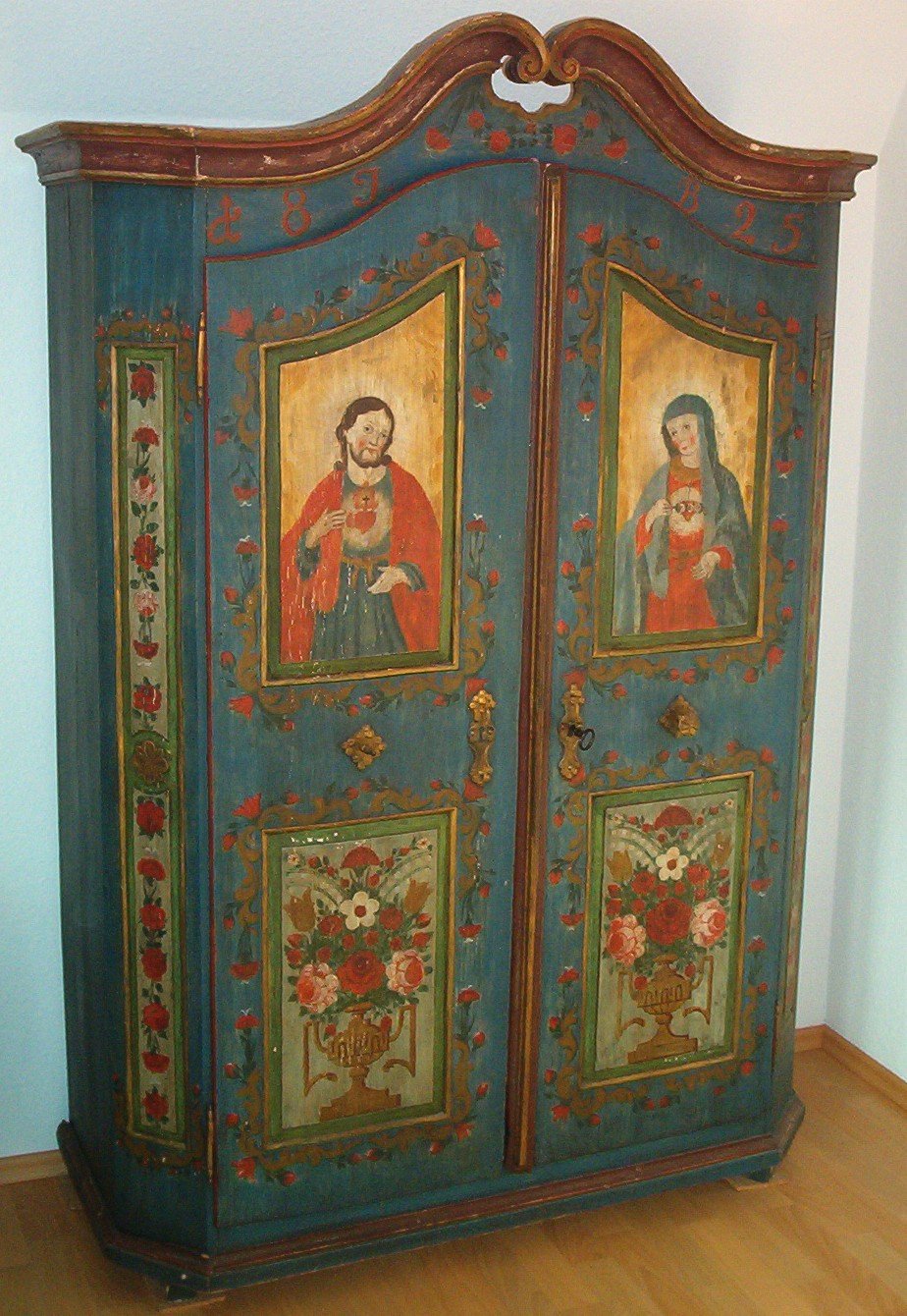
Klädskåp 1825 i Tyskland

Linneskåp är det förvaringsutrymme där hushållets hemtextilier förvaras. Linnevarorna (servetter, bordsdukar, lakan, handdukar) hade ett stort ekonomiskt värde och nyckeln till linneskåpet innebar ett stort ansvar att handha.
Linnevarorna försågs med en broderad märkning av innehavarens initialer, ofta kompletterat med något mer diskreta siffror för antalet varor av samma slag, till exempel 14/24 i betydelsen av att det är den fjortonde servetten av 24 likadana. Denna märkning gjordes i syfte att kunna räkna linnevarorna och försäkra sig om att rätt antal återlämnades efter tvätt.
I linneskåpet sorterades textilierna minutiöst noggrant, och krusade örngottsband ansågs vara en särskild prydnad som omsorgsfullt placerades för att hänga ut på framsidan av högen av örngott.
Linneskåpet som möbel och omsorgen om dess innehåll har inte samma karaktär idag, men som regel sorterar hushållet den rena tvätten på ett sådant sätt att textilerna som hör till hemtextilier förvaras för sig, skild från kläder. Allt eftersom kvaliteten på hemtextilierna förändras och dess hållbarhet kraftigt minskat, blir inte heller omsorgen densamma. 
I lägenhetsannonser idag förekommer presentationer som till exempel: "Tvättstuga innehållande tvättbänk med plats för tvättmaskin, torkskåp, linneskåp och städskåp". Men då avses knappast det slags fristående linneskåp som annonseras på auktionssajter byggda i massiv ek, björk eller furu, utan mer garderobsliknande möbler vars hylldispositioner och konstruktioner underlättar hantering av hemtextilier, företrädesvis utdragbara hyllkorgar med galler för överblick och ventilation. 